# Маріо Ботта
Маріо Ботта (італ. Mario Botta; нар. 1 квітня 1943, Мендрізіо, Тічино, Швейцарія) — швейцарський архітектор.

## Біографія
Ботта спроєктував свою першу будівлю у шістнадцятилітньому віці, після чого навчався у Мілані та Венеції. Ще тоді він познайомився з Ле Корбюзьє і Луїсом Каном, які справили на нього значний вплив. Після закінчення університету Ботта відкрив архітектурне бюро, яке займалося будівництвом вілл. Великі замовлення почали надходити у 1980-х. Тоді Ботта спроєктував будівлі медіатеки у Віллербанні (1984—1988) та катедрального собору у Еврі під Парижем. Незадовго до цього він пробує себе і в дизайні.
Розквіт творчості Ботта припав на межу XX і XXI століть. В цей час він створив багато культових та культурних споруд, вільно змішуючи традиції античної та середньовічної архітектури зі знахідками сучасності, не забуваючи і про теоретичні побудови — у цей час він відвідував з лекціями безліч навчальних закладів у Європі та Америці. Серед створених за проєктами Ботта будівель — музеї у Сан-Франциско (1990—1994), Базелі (1993—1996) і Роверето (1988—2002), синагога в Тель-Авіві (1996—1998), бібліотека в Дортмунді (1995-99) і Бергамо (2004), церкви і каплиці в Монте-Тамаро (1990—1996) і Моньо (1986—1998).
В Україні Ботта спроєктував Монастир отців-оріоністів святих Петра і Андрія у Львові (збудований) та нову церкву біля монастиря (проєкт).

## Роботи

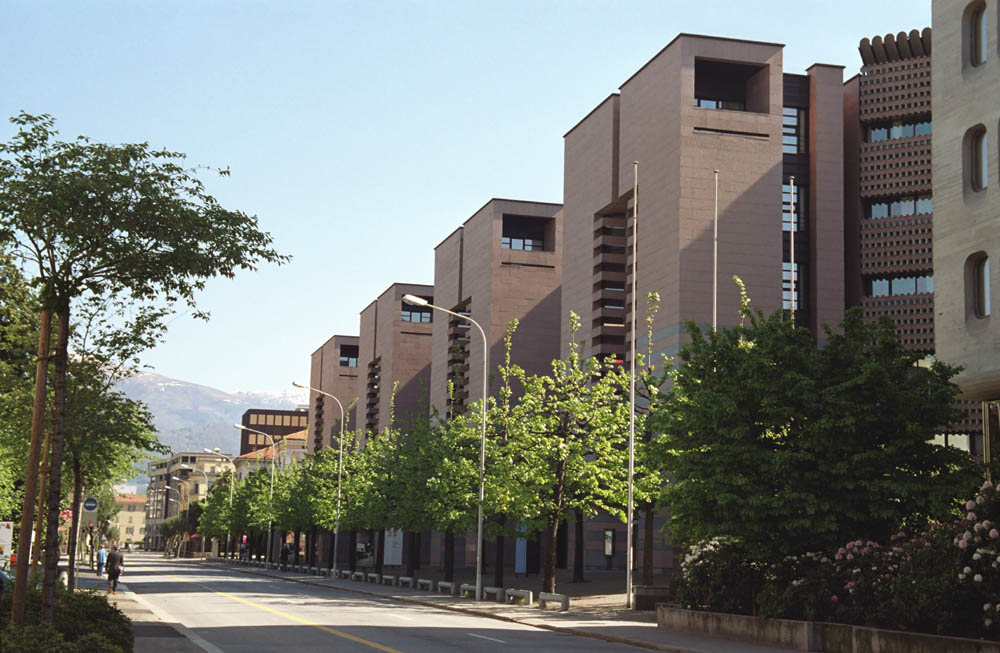
Маріо Ботта. Банк Готтардо, Лугано.
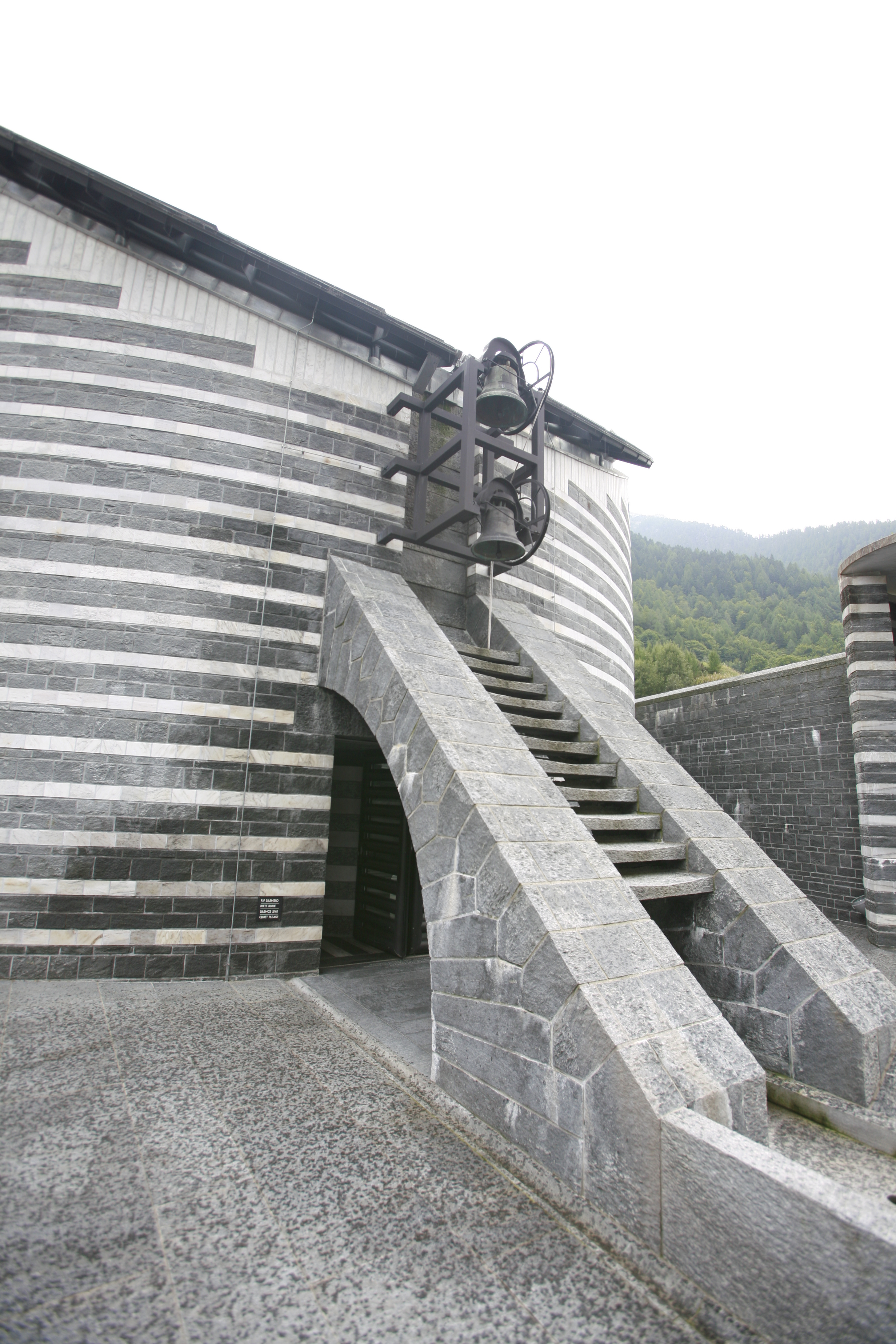
Маріо Ботта. Церква Івана Хрестителя, Моньо, зручна і незвична конструкція дзвіниці і сходи до дзвонів
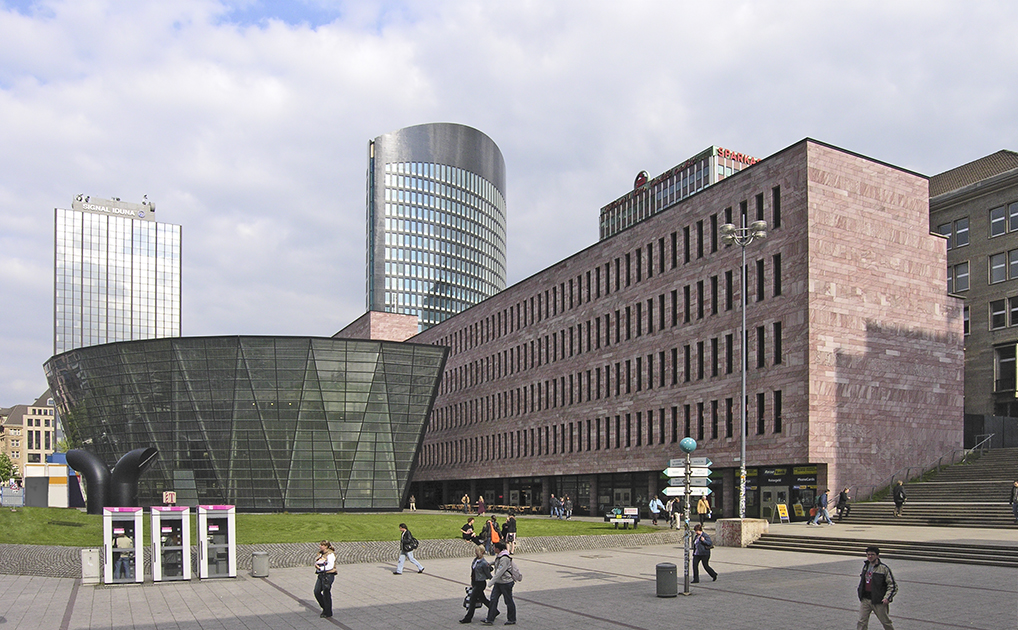
Маріо Ботта. Бібліотека, Дортмунд
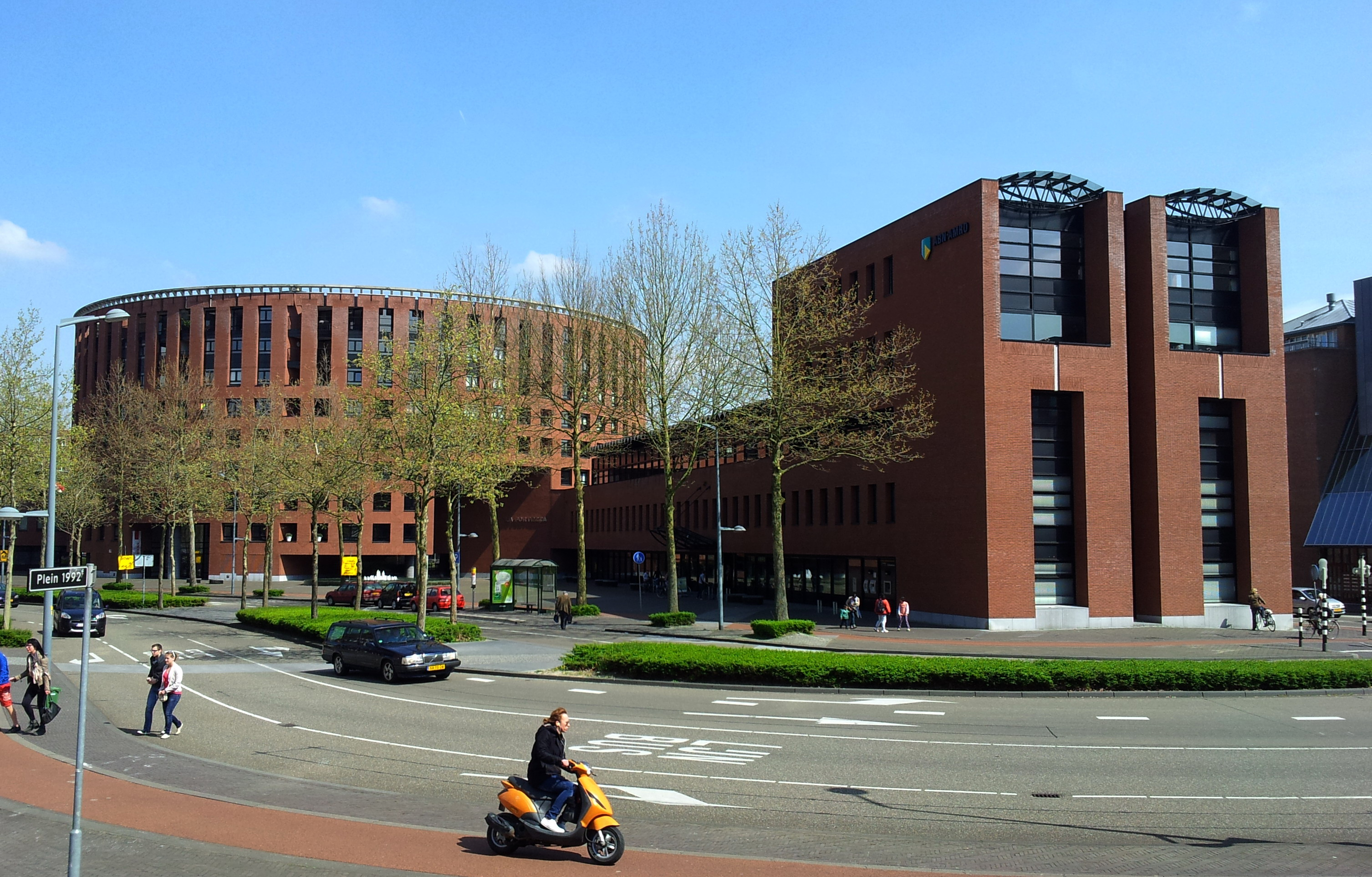
Маріо Ботта. Так звана «Фортеця», Маастріхт
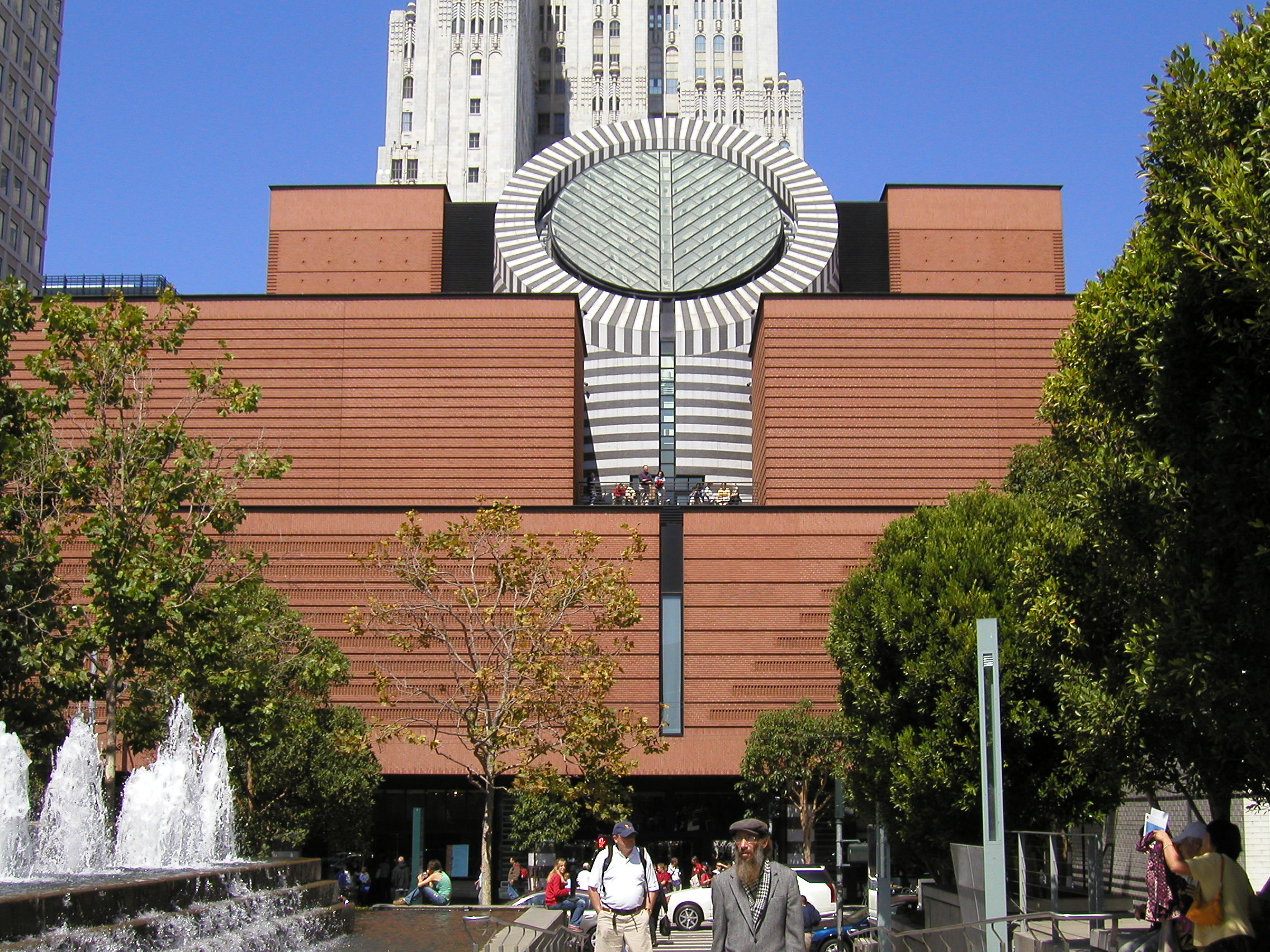
Маріо Ботта. Музей сучасного мистецтва, Сан-Франциско
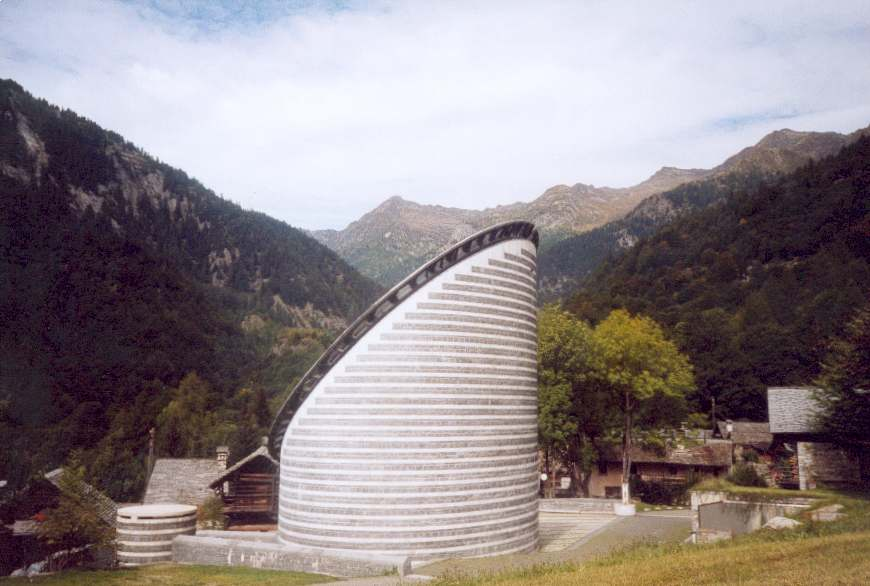
Маріо Ботта. Церква Івана Хрестителя, Моньо, загальний вигляд